# Eparchie šujská
Eparchie Šuja je eparchie ruské pravoslavné církve nacházející se v Rusku.

## Území a titul biskupa
Zahrnuje správní hranice území Gavrilovo-Posadského, Ilinského, Komsomolského, Ležněvského, Savinského, Tějkovského, Šujského a Južského rajónu Ivanovské oblasti.
Eparchiálnímu biskupovi náleží titul biskup šujský a tějkovský.

## Historie
V letech 1928-1929 existoval šujský vikariát ivanovo-vozněsenské eparchie.
Dne 7. června 2012 byla rozhodnutím Svatého synodu zřízena z části území ivanovo-vozněsenské eparchie samostatná šujská eparchie. Stala se součástí nově vzniklé ivanovské metropole.

## Seznam biskupů

### Šujský vikariát ivanovo-vozněsenské eparchie
- 1928–1929 Pitirim (Krylov)

### Šujská eparchie
- 2012–2016 Nikon (Fomin)
  - 2016–2016 Iosif (Makedonov) dočasný správce
- 2016–2023 Matfej (Samknulov)
- od 2023 Ioann (Ruděnko)